# Centre des jeunes dirigeants d'entreprise
 (juin 2023).
 (décembre 2019).
Si vous disposez d'ouvrages ou d'articles de référence ou si vous connaissez des sites web de qualité traitant du thème abordé ici, merci de compléter l'article en donnant les références utiles à sa vérifiabilité et en les liant à la section « Notes et références ».
Pour les articles homonymes, voir CJD.
Le Centre des jeunes dirigeants d’entreprise (CJD) est un mouvement d'entrepreneurs, créé par Jean Mersch en 1938 sous le nom initial de du Centre des jeunes patrons.
Il représente, en 2023, plus de 5700 dirigeants d'entreprises, principalement de moins de 100 salariés (48% de TPE, 43% de PME).

## Historique
Le Centre des jeunes patrons (CJP) est fondé en 1938 par Jean Mersch dans l'objectif de pousser ses membres à se mettre au service du bien commun, dans une période historique de troubles qui pousse les dirigeants à s'interroger sur leur rôle, sur le sens de la fonction patronale et de la relation salarié/patron.
Les statuts du CJP, déposés auprès de la préfecture de la Seine, en font une association loi de 1901 et non un syndicat.
Le premier congrès du CJP se déroule le 8 juillet 1939 à Warmeriville, à vingt kilomètres de Reims, dans la maison des œuvres sociales des Filatures de laine Harmel frères du Val-des-Bois.
En 1968, l'association devient le Centre des jeunes dirigeants d'entreprise, pour intégrer les cadres dirigeants.

## Publications
Le CJD publie plusieurs ouvrages dont L'entreprise au XXIe siècle, Éditions Flammarion (1996), L'Homme est capital, Édition Vetter (1998), Osez le bonheur, Vers un libéralisme responsable - 44 propositions pour une entreprise plus humaine (Éditions d'organisation, 2004), Éloge du développement collectif (2006) et Le carnet de bord du dirigeant responsable (Éditions Eyrolles, 2014).

## Présidents internationaux
- 2010-2012 : Zakaria Fahim (Maroc)
- 2012-2014 : Gontran Lejeune (France)
- 2014-2016 : Wafa Makhlouf (Tunisie), remplacée par Slim Ben Ammar à la suite de la prise d'un mandat politique par Wafa Makhlouf
- 2016-2018 : Papa Landing Mane (Sénégal)
- 2020-2022 : Afnane Zeroug

## Présidents nationaux
- 1938-1943 : Jean Mersch, Fondateur du Centre des jeunes patrons
- 1943-1947 : Jean Delemer
- 1947-1949 : Jacques Warnier
- 1949-1951 : Denis Biron
- 1951-1955 : Guy Raclet[note 1]
- 1955-1958 : Jacques Bruneau
- 1958-1961 : Pierre-Bernard Cousté
- 1961-1964 : José Bidegain
- 1964-1967 : Robert Valentini
- 1967-1968 : Bernard Lecat
- 1968-1970 : Pierre Bellon
- 1970-1972 : Pierre Porta
- 1972-1975 : Michel Debargue
- 1975-1978 : Louis-Gaston Pelloux
- 1978-1981 : Bernard Boisson
- 1981-1982 : Jean-Marie Kieffer
- 1982-1984 : Philippe Nocturne
- 1984-1986 : Guy Jeanjean
- 1986-1988 : Philippe Willaume
- 1988-1990 : Jacques Chaize
- 1990-1992 : Alain Brunaud
- 1992-1994 : Pierre Garcia
- 1994-1996 : Didier Livio
- 1996-1998 : Jean-Marie Gorse
- 1998-2000 : Laurent Degroote
- 2000-2002 : Louise Guerre
- 2002-2004 : Sylvain Breuzard
- 2004-2006 : Françoise Cocuelle
- 2006-2008 : Thomas Chaudron
- 2008-2010 : Gontran Lejeune
- 2010-2012 : Michel Meunier
- 2012-2014 : Christophe Praud
- 2014-2016 : Richard Thiriet
- 2016-2018 : Olivier de Pembroke
- 2018-2020 : Pierre Minodier
- 2020-2022 : Emeric Oudin
- 2022-2024 : Mélanie Berger-Tisserand